# Bécsi óriáskerék
A bécsi óriáskerék (németül Wiener Riesenrad) a bécsi Práter vidámpark bejáratánál található óriáskerék, az osztrák főváros egyik népszerű turista-látványossága és Leopoldstadt (a bécsi II. kerület) szimbóluma.

## Története
A Riesenrad az egyik legrégebbi óriáskerék, melyet 1897-ben állítottak fel Ferenc József uralkodásának (1848–1916) ötvenedik évfordulójára, és még azóta is működik. Építője, Walter Basset több nagyvárosban is épített már hasonló kereket, mint például Chicago, London vagy Párizs. A kerék 64,75 méter magas, átmérője 61 méter.
1916-ban már az engedélyt is kiadták az óriáskerék lebontására, azonban pénzhiány miatt arra nem került sor. 1944-ben a kerék leégett. Eredetileg harminc gondolája volt, azonban a második világháború idején sok közülük megsérült, és renoválása során már csak tizenötöt helyeztek vissza. 1947 óta működik ismét. 1997-ben és 1999-ben teljesen átfestették, 2002-ben újabb gondolák kerültek vissza a kerékre, és arany és ezüst színű éjjeli díszkivilágítást is kapott.

## Filmeken
A kerék számos filmben szerepelt, mint pl. A harmadik ember, az 1987-es James Bond-film, a Halálos rémületben, vagy az 1995-ös Mielőtt felkel a Nap.
Kulturális értéke miatt az Európai Filmakadémia 2016-ban felvette az európai filmkultúra kincseinek listájára.

## Galéria

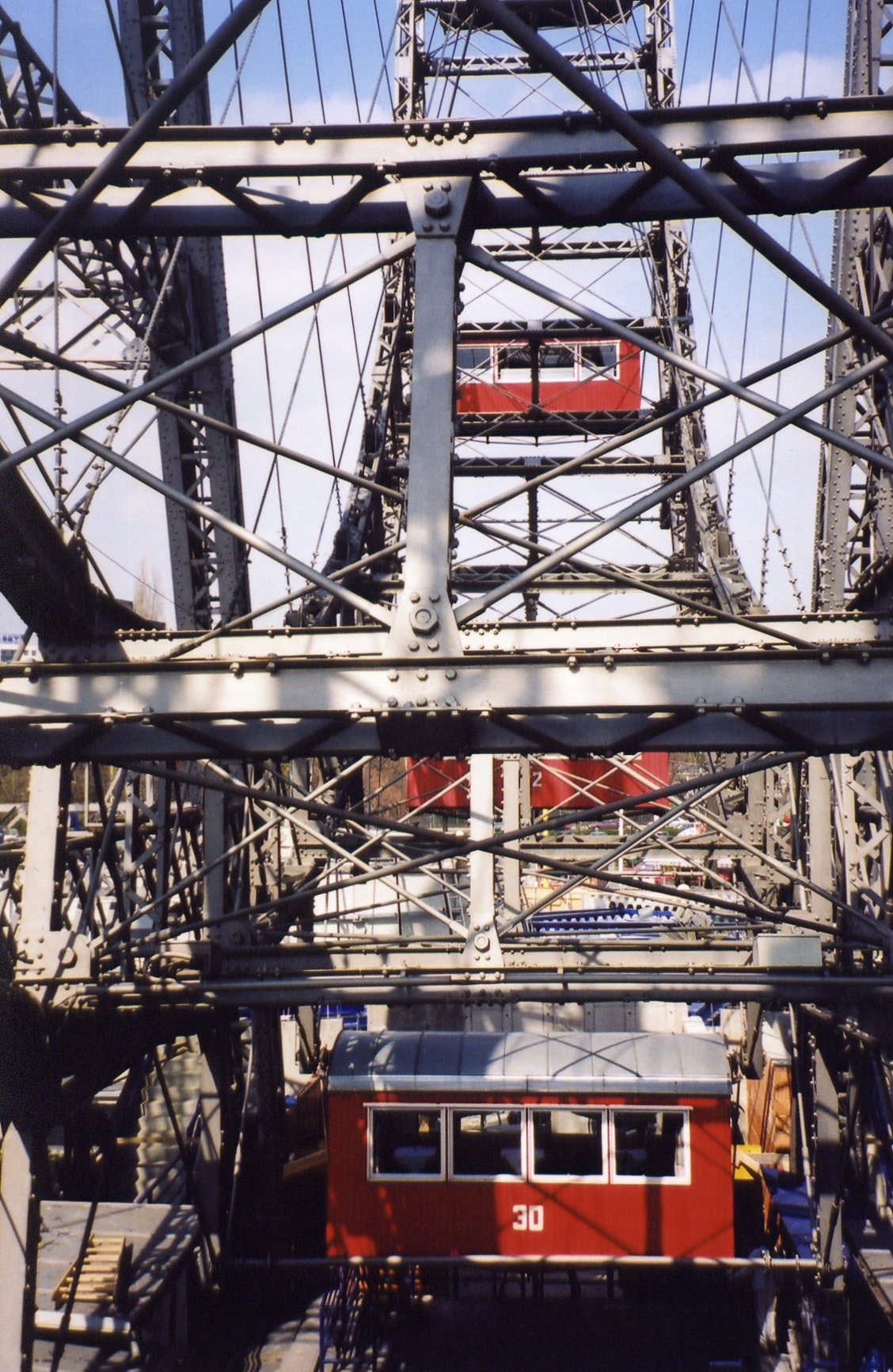
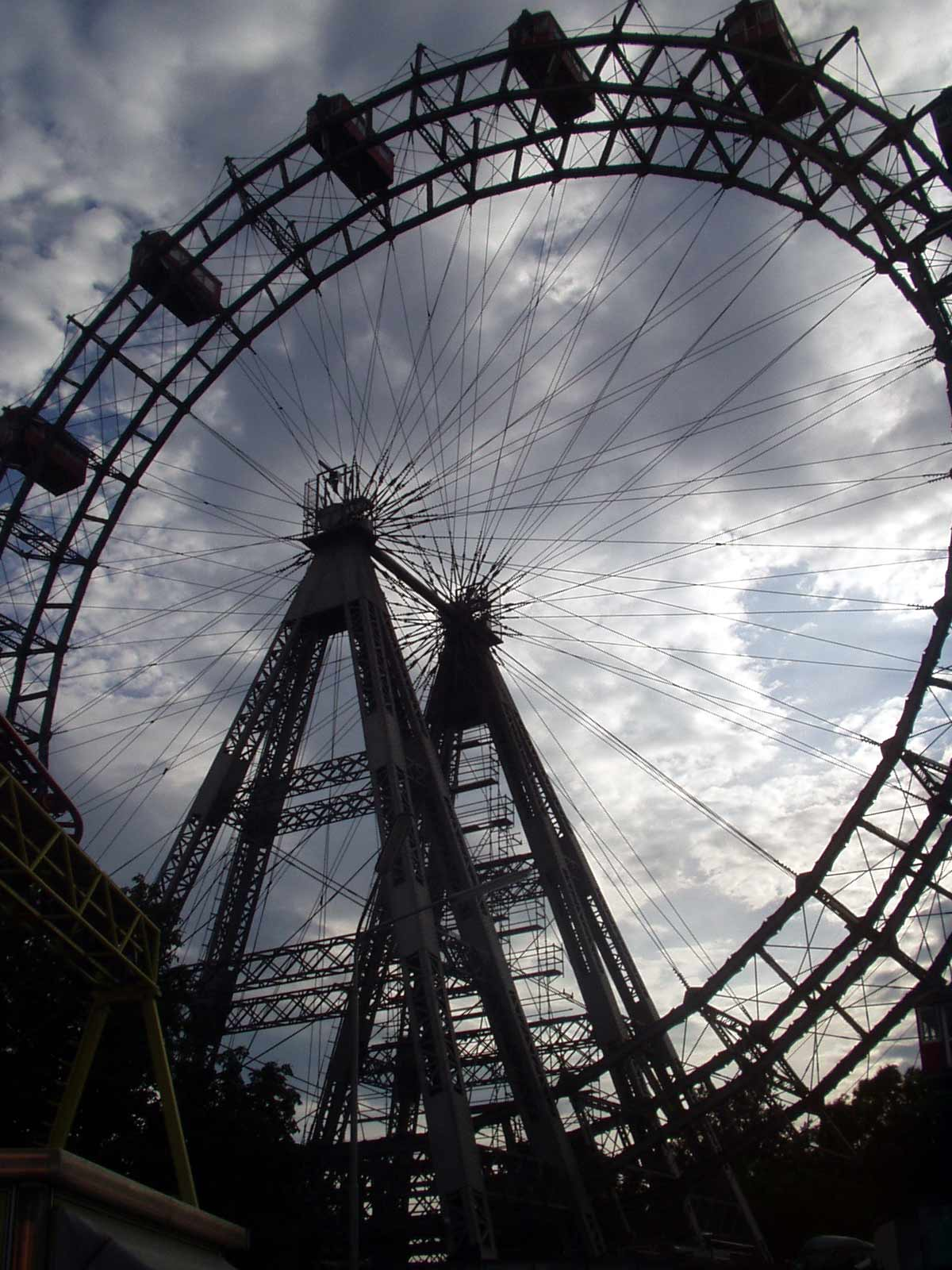
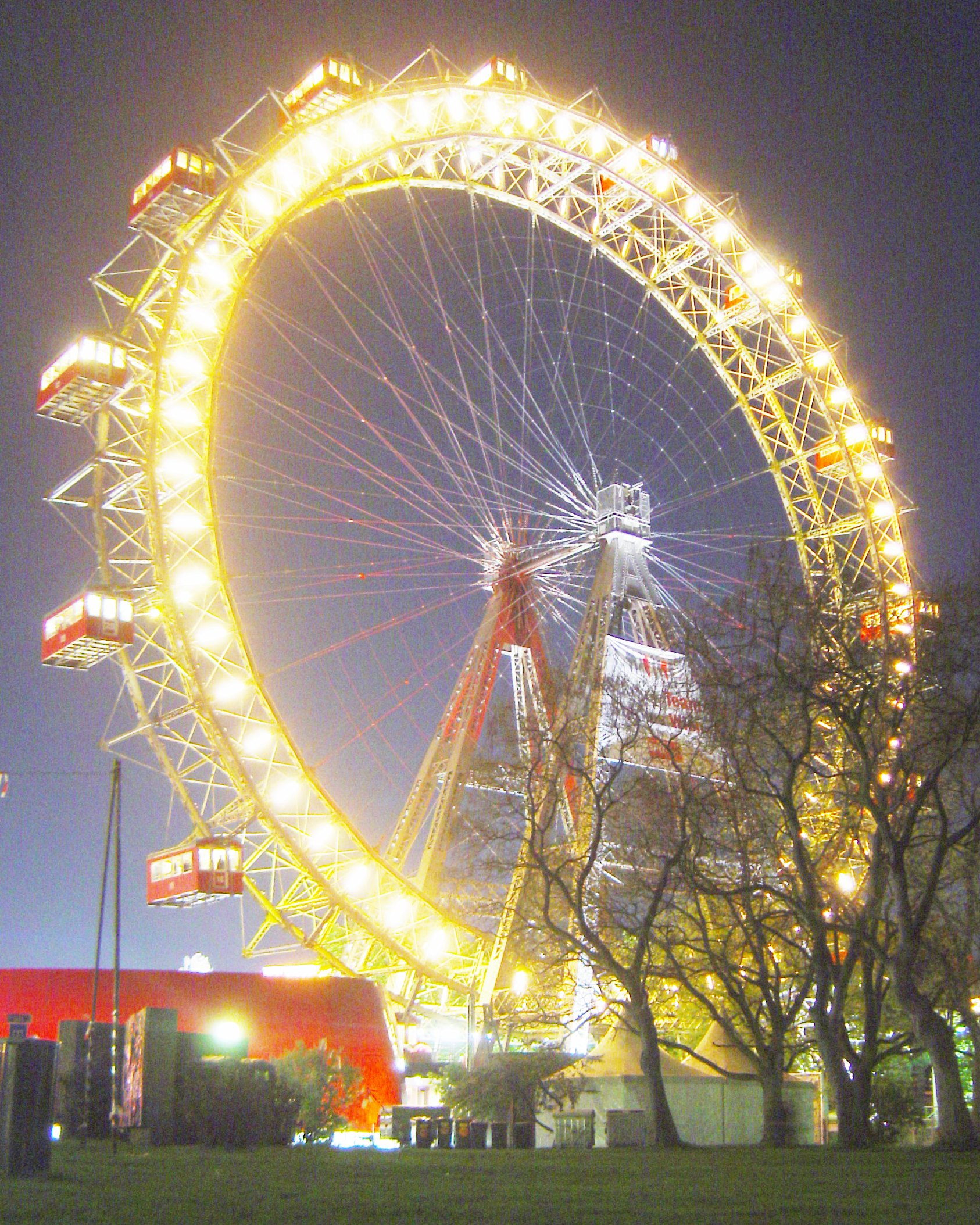
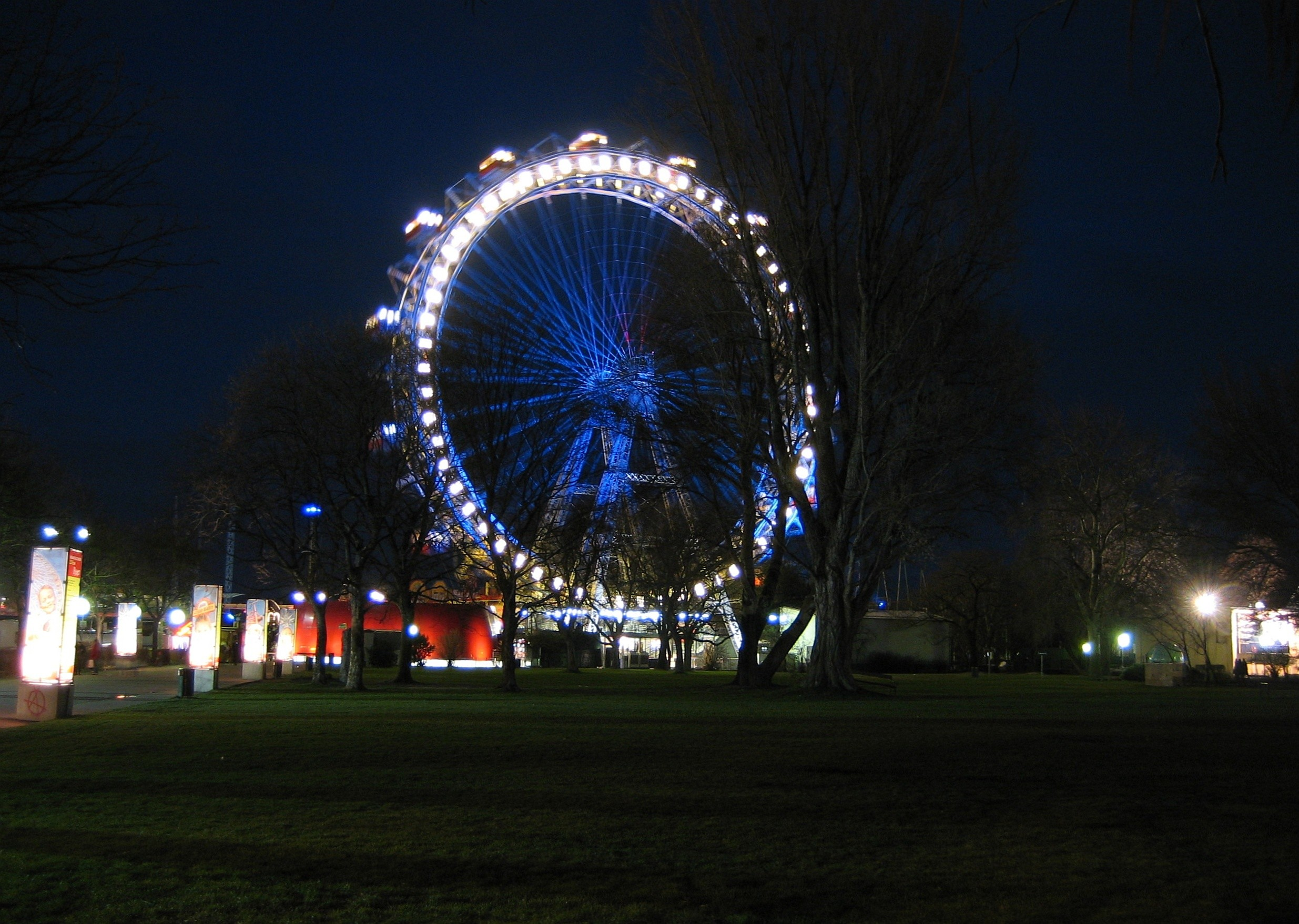